# Akrosom

Schemat przedstawiające kolejne etapy reakcji akrosomalnej (elementu zapłodnienia).

Akrosom, ciało szczytowe – obszar w formie czapeczki zlokalizowany w przedniej części główki plemnika, wytwarzający enzymy hydrolityczne umożliwiające mu wniknięcie do komórki jajowej, a tym samym zapłodnienie.
Powstaje z aparatu Golgiego spermatydy i jest swoistą odmianą lizosomu. W pęcherzykach aparatu Golgiego pojawiają się ziarenka węglowodanów, następuje fuzja ich błon i wytworzenie jednego dużego pęcherzyka. Pęcherzyk okrywa część powierzchni jądra przyszłej główki plemnika. Akrosom zawiera nie tylko węglowodany, ale także białka enzymatyczne, w tym hydrolazy.

## Reakcja akrosomalna
Szereg zmian prowadzących do wniknięcia plemnika do komórki jajowej nosi nazwę reakcji akrosomalnej. Zachodzi ona po ukończeniu kapacytacji, w bezpośrednim kontakcie plemnika i oocytu. Podczas reakcji akrosomalnej plemnik uwalnia z akrosomu enzymy trawiące:
- hialuronidazę – przenikającą wieniec promienisty
- trypsynopodobne enzymy i akrozynę – trawiące osłonkę przejrzystą
- kwaśne fosfatazy
- β-N-acetyloglukozaminidazę
- fosfolipazy
- kolagenazy
- neuraminidazy
- specyficzne esterazy